# 1493 Сігрід
1493 Сігрід (1493 Sigrid) — астероїд головного поясу, відкритий 26 серпня 1938 року.
Тіссеранів параметр щодо Юпітера — 3,479.